# NGC 778
NGC 778 é uma galáxia lenticular (S0) localizada na direcção da constelação de Triangulum. Possui uma declinação de +31° 18' 47" e uma ascensão recta de 2 horas, 0 minutos e 19,4 segundos.
A galáxia NGC 778 foi descoberta em 17 de Novembro de 1876 por Édouard Jean-Marie Stephan.